# 勝連町

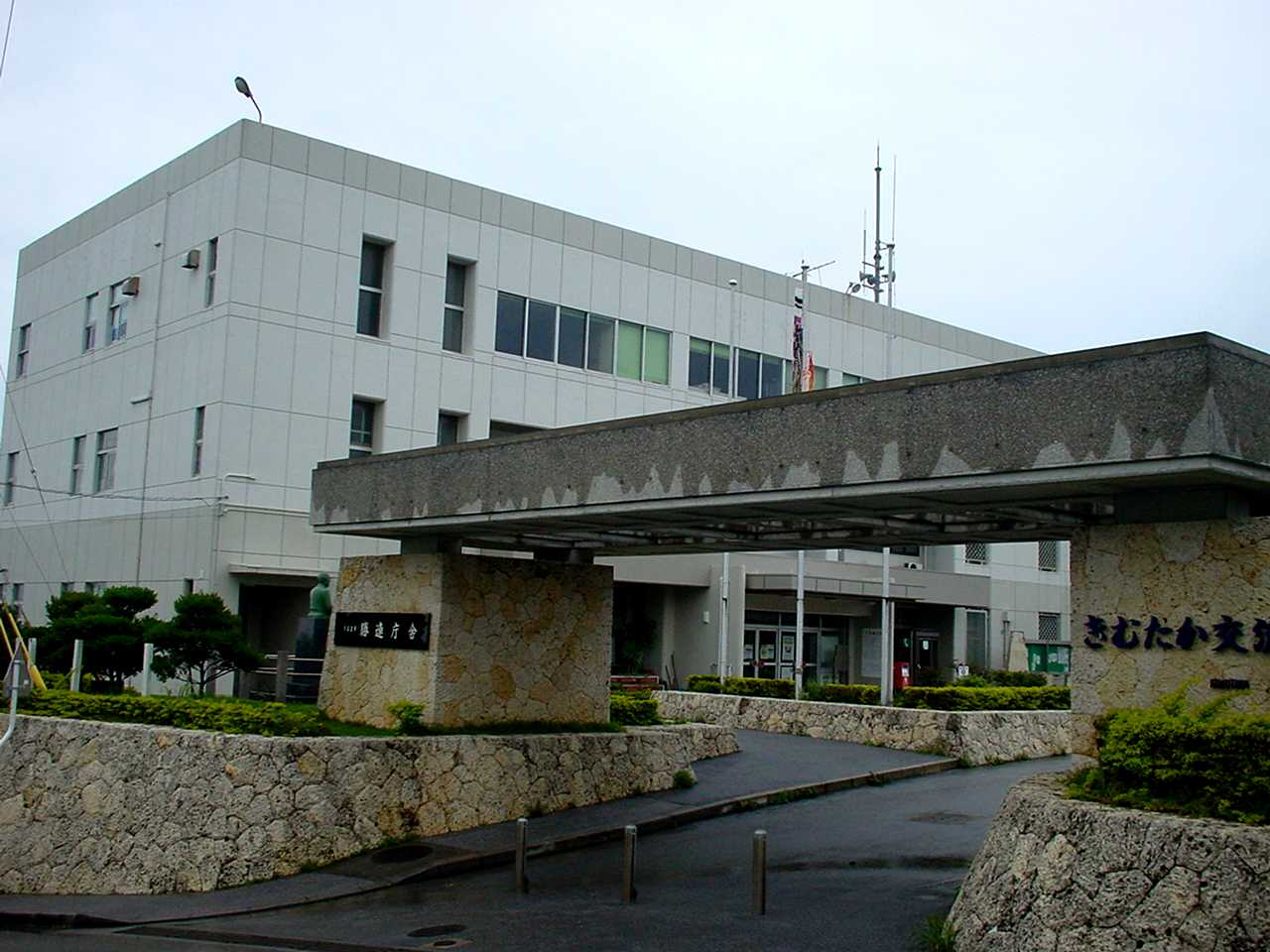
旧・勝連町庁舎（現・うるま市勝連庁舎）

勝連町（かつれんちょう）は、沖縄県中頭郡に属していた町。2000年には「琉球王国のグスク及び関連遺産群」として首里城、斎場御嶽等と共に勝連城跡が世界遺産に登録された。
2005年4月1日に具志川市、石川市、中頭郡与那城町と合併してうるま市になったため消滅した。町役場は平安名に置かれ、合併後はうるま市役所勝連庁舎となった。

## 地理
沖縄本島東海岸に突き出す勝連半島の南半分と4つの島（浜比嘉島、津堅島の有人島と浮原島、南浮原島の無人島）からなる。浜比嘉島は与那城町の平安座島と浜比嘉大橋によって結ばれている。北は与那城町に接し、南は中城湾に面している。

### 隣接していた自治体
- 具志川市（1968年6月まで中頭郡具志川村）
- 与那城町（1993年まで与那城村）

## 地域
- 内間（うちま）
- 津堅（つけん）
- 南風原（はえばる）
- 浜（はま）
- 比嘉（ひが）
- 平敷屋（へしきや）
- 平安名（へんな）

## 歴史
- 1908年4月1日　島嶼町村制で勝聯間切（かつれんまぎり）から勝聯村となり、村制施行。
- 1980年4月1日　町制施行に伴い、勝連町と改称。
- 1997年2月7日　浜比嘉島と与那城町平安座島とを結ぶ浜比嘉大橋が開通。
- 2005年4月1日　具志川市・石川市・与那城町と合併しうるま市となり、消滅。

## その他
- 日本の音風景100選：エイサー

## 現在のうるま市勝連地域
合併後、住所は「中頭郡勝連町字○○」から旧町名の「勝連」がうるま市と字以下の集落名の間に付き、「うるま市勝連○○」となり、勝連と各集落の間に「字」はつけない。

## 交通

### 道路
- 沖縄県道10号伊計平良川線（主要地方道）
- 沖縄県道8号線
- 沖縄県道16号線
- 沖縄県道37号線
- 沖縄県道238号浜比嘉平安座線（浜比嘉大橋〜浜比嘉島）
- 沖縄県道239号与那城具志川線

### 路線バス
路線の詳細は沖縄本島のバス路線を参照。
- 27番・屋慶名（大謝名）線　（沖縄バス）
- 52番・与勝線　（沖縄バス）
- 61番・前原線　（沖縄バス）
- 80番・与那城線　（沖縄バス）
- 127番・屋慶名（高速）線　（沖縄バス）
- 227番・屋慶名おもろまち線　（沖縄バス）
- うるま市有償バス　勝連庁舎〜屋慶名農協前〜平安座・浜比嘉・宮城・伊計各島を結んでいる

（合併前は勝連町役場と浜比嘉島とを結んでいたが、合併と同時に統合した）

## 学校
- 沖縄県立与勝緑が丘中学校・与勝高等学校
- うるま市立与勝中学校（合併前は与那城町も校区だったため町立ではなく与勝事務組合立だった）
- うるま市立浜中学校（浜比嘉島）
- うるま市立津堅小中学校（津堅島）
- うるま市立勝連小学校
- うるま市立平敷屋小学校
- うるま市立南原小学校
- うるま市立比嘉小学校（浜比嘉島）

## 主要施設
- 勝連城跡
- 米軍・ホワイト・ビーチ地区